# Castela erecta
Castela erecta là một loài thực vật có hoa trong họ Thanh thất. Loài này được Turpin mô tả khoa học đầu tiên năm 1806.